# Eric Moore
Eric Patrick Moore (Berkeley, 28 gennaio 1965) è un ex giocatore di football americano statunitense che ha giocato nel ruolo di offensive guard nella National Football League. Al college giocò a football all'Università dell'Indiana.

## Carriera professionistica
McDaniel fu scelto come decimo assoluto nel Draft NFL 1988 dai New York Giants. Vi giocò fino al 1993, partendo come titolare nella vittoria del Super Bowl XXV della stagione 1990. In seguito giocò con Cincinnati Bengals (1994), Cleveland Browns (1995) e Miami Dolphins (1995). Nel 1993, Moore fu dichiarato colpevole di possesso di steroidi assieme al compagno dei New York Giants Mark Duckens. Venne descritto dagli investigatori federali come “una pedina nella circolazione internazionale degli steroidi.” Fu anche sospeso per le prime quattro partite della stagione 1993.

## Palmarès
- Super Bowl : 1

New York Giants: XXV
- National Football Conference Championship: 1

New York Giants: 1990

## Statistiche
| Partite | 84 |